# Megalomus parvus
Megalomus parvus är en insektsart som beskrevs av Krüger 1922. Megalomus parvus ingår i släktet Megalomus och familjen florsländor. Inga underarter finns listade i Catalogue of Life.